# Rede (empresa)
Rede (antiga Redecard) é uma adquirente de pagamentos brasileira, sendo atualmente a segunda maior do segmento. É responsável pela captura, transmissão e liquidação financeira de transações com cartões de crédito, débito e de cartões de benefícios para refeição, alimentação, combustível, premiação e outros no território brasileiro. Oferece diversos produtos, máquina de cartão de crédito e débito, carteira digital e serviços a estabelecimentos comerciais credenciados.
Foi fundada em 1996, em um consórcio formado por Itaú, Unibanco e Citibank Brasil, a partir da cisão dos ativos de adquirência da Credicard. Desde 2012, é subsidiária integral do Itaú Unibanco.

## História
Sua história inicia-se em 1970, quando foi criada a Credicard, uma empresa fundada pelo Citibank Brasil, Itaú e Unibanco que exercia simultaneamente as atividades típicas de bandeira, emissor e credenciadora. Em 1980, possuía 500 mil cartões emitidos e 120 mil estabelecimentos credenciados.
Em 1987, passou a emitir cartões da bandeira Mastercard e, em 1994, possuía 5 milhões de cartões. Ainda em 1987, lançou o primeiro cartão de débito do mercado brasileiro, o Redeshop. 
Em 1996, seus negócios de adquirência foram segregados em uma nova empresa, batizada de Redecard. A nova empresa foi criada no modelo de consórcio e teve neste momento como seus controladores Citibank Brasil, Itaú, Unibanco e Mastercard. A divisão da Credicard atendia a um pedido dos bancos controladores, que desejavam romper com a exclusividade da emissão de cartões com a bandeira Mastercard. Este desejo era especialmente do Unibanco, que, no ano anterior, adquirira o Banco Nacional e, desta forma, passou a comercializar cartões com bandeira Visa. A Redecard, no entanto, aceitava apenas cartões de bandeira Mastercard, seguindo os passos da Visanet, que só aceitava cartões com bandeira Visa.

Logotipo da empresa usado de 1996 a 2013 e ainda com a marca "Redecard".

Em março de 2007, o consórcio Redecard, constituído pelos acionistas controladores e a Redecard, foi encerrado. Desta forma, seus ativos, direitos e obrigações foram integralmente transferidos para a Redecard. Em junho do mesmo ano, abriu seu capital na Bovespa. A oferta movimentou cerca de R$ 4,07 bilhões, acima das expectativas iniciais, de R$ 3,16 bilhões. O IPO marcou a saída da Mastercard do capital da adquirente, tendo obtido cerca de US$ 86 milhões com a venda de sua participação.
Em 2009, tem fim o contrato de exclusividade firmado entre a adquirente e a Mastercard, em um esforço do CADE de quebrar o até então duopólio existente no mercado de adquirência brasileira (posteriormente, em 2010, o contrato de exclusividade da Visa com a Visanet, agora Cielo, foi igualmente rompido). Desta forma, em julho de 2010, a empresa passou a aceitar cartões de bandeira Visa.
Em outubro de 2012, a companhia deixa de ser uma empresa de capital aberto, após um de seus controladores, o Itaú Unibanco, obter com sucesso o fechamento do capital da empresa de pagamentos. A transação custou ao banco cerca de R$ 11,8 bilhões, e teve como objetivo, segundo o presidente do banco, Roberto Setubal, de "ganhar agilidade nos processos e reduzir o conflito de interesses nas negociações entre Itaú e Redecard".
Em 2013, já como subsidiária do Itaú Unibanco, anunciou a reformulação de suas atividades, passando a operar com o nome Rede. O objetivo era se aproximar dos pequenos comerciantes, com suas novas soluções, como o Mobile Rede. Segundo o CEO Milton Maluhy Filho, o fechamento de capital da companhia ajudou nesta estratégia, abrindo espaço para um modelo que não precise gerar tantos lucros quanto resultados de longo prazo
Em 2014, adquire o gateway de pagamentos maxiPago!, fundado em 2011 que tinha como foco o comércio eletrônico, atuando no Brasil, México, Argentina, Chile e Colômbia. O valor não foi divulgado e seguiu os passos da concorrente Cielo, que em 2011 havia adquirido o gateway Braspag.
Em 2017, com o fim da exclusividade do processamento das vendas com bandeira Elo pela Cielo, a companhia passa a aceitar esta forma de pagamento.

## Bandeiras aceitas[13]
| Alelo      | American Express | Avancard     | Bamex     | Banescard     | Ben        |
| BigCard    | BIQ              | Cabal        | CDCard    | ComproCard    | CooperCard |
| Credi      | Diamante         | Diners Club  | Discover  | Elo           | Eucard     |
| Facecard   | Goodcard         | Greencard    | Hipercard | JCB           | LeCard     |
| Mastercard | Maxifrota        | Maxxcard     | Maxxcard  | Nutricard     | Nutricash  |
| OneCard    | PersonalCard     | RomCard      | Senff     | Sind          | Sodexo     |
| Sorocred   | Sorovale         | System Farma | Ticket    | UnionPay      | Up         |
| Vegas Card | VeroCard         | Visa         | Volus     | VR Benefícios | VS Card    |